# Camillo Ranzani
Camillo Ranzani (Bolonha, 22 de junho de 1775 - Bolonha, 23 de abril de 1841), foi um padre e naturalista italiano, professor da Universidade de Bolonha e responsável pela identificação de várias espécies.

## Biografia
Filho de Tommaso e Francesca Sgarzi, que não eram ricos mas, a despeito disso, teve uma ótima educação graças à tutela e proteção de padres como Giovanni Battista Respighi e depois de Giuseppe Vogli, que então lecionava filosofia na universidade, sendo um entusiasta das ciências naturais. Ali foi colega e grande amigo de Giuseppe Gasparo Mezzofanti que, mais tarde, tornar-se-ia cardeal.
Uma vez concluídos os estudos, foi auxiliar de Vogli no magistério e enviado por este até Fano onde seria professor por alguns anos, até que a ocupação francesa o forçou retornar à cidade natal onde concluiu os estudos sacerdotais. Em 1801, cumprindo sua vocação de naturalista, torna-se assistente no jardim botânico e auxiliando ali na aplicação do sistema taxonômico de Lineu, embora seguisse a linha de pensamento do geólogo e naturalisa Alberto Fortis que o indicou para lecionar zoologia e mineralogia na Universidade, em 1803. No ano seguinte publicou numa revista alemã um estudo que, por considerar não ter sido bem recebido, o levou a não publicar novamente até 1817.
Em 1810 encontra-se com Georges Cuvier e foi por este influenciado. Cuvier o leva a Paris onde permanece por mais de um ano de estudos e aperfeiçoamento como aluno de Cuvier e Bernard Germain de Lacépède. Embora não tenha sido aluno de Jean-Baptiste Lamarck, viria a aceitar sua taxonomia mas não a ideia de transformações dos seres vivos. De volta à Itália, cuida do Museu do Instituto de Ciências, ampliando seu acervo e coleções. Volta a publicar em 1817, participando da criação de uma revista científica de curta duração.
Entre 1819 e 1829 publicou sua magnum opus, em treze volumes: o Elementi di zoologia onde compilou o conhecimento então existente sobre as espécies animais desde Aristóteles até Lamarck (que criticou as ideias de evolução já na introdução), sem esquecer de figuras já esquecidas e que então eram populares no meio científico europeu, como Pierre Denys de Montfort, que dizia existirem polvos gigantes capazes de afundar navios, ou de pessoas como Julien-Joseph Virey, que defendiam o racismo científico.
Dedicou seus últimos anos aos estudos de geologia e paleontologia, e sua compatibilidade com a Bíblia. Dentre as espécies que nomeou está a Paralichthys brasiliensis.